# 李娜
李 娜（り・な、リー・ナ、ピン音表記： Li Na, 1982年2月26日 - ）は、中華人民共和国・湖北省武漢出身の元女子プロテニス選手。WTAランキング自己最高位はシングルス2位、ダブルス54位。WTAツアーでキャリア通算シングルス9勝、ダブルス2勝を挙げた。右利き、バックハンド・ストロークは両手打ち。身長172cm、体重65kg。
アジア出身選手初のグランドスラムシングルス優勝者であり、アジア出身選手初のグランドスラムシングルス決勝進出者、中国人選手初のWTAツアー優勝者でもある。グランドスラム優勝2回・準優勝2回、WTAファイナルズ準優勝。

## 来歴
5歳で身長が120cmあった李娜は、6歳でバドミントンを始めた。しかし、バドミントンに必要な手首の可動域と手首の力が無く、必要以上に腕に力が入ったフォームだったため、目立った成績を残せずにいた。9歳の時に練習場を偶然通り掛かった市立テニススクールのコーチが、手首が固く腕力が強い李娜に目を留めた。コーチはバドミントンで鍛えられた李娜の素早いフットワークも気に入り、3ヶ月間テニスを試してもらいたいと申し出て、李娜の家族の合意を得た。テニスを始めた李娜はすぐに頭角を現し、バドミントンに戻る事はなかった。幼い頃のこの「転職」について李娜は次のように語っている。「私はバドミントンのコーチに『君の打ち方はテニスプレーヤーに似ている』と言われ、少しだけ試すつもりでテニスを始めた」
1999年にプロ入りし、その年から女子テニス国別対抗戦・フェドカップの中国代表選手となったが、2002年7月に「ワールドグループ・プレーオフ」でロシアに5戦全敗で敗れた後、しばらくテニスから遠ざかった時期があった。当時のコーチが自身の出世欲から李娜に罵声を浴びせ続けたため、李娜の心はボロボロの状態になった。そのため、李娜はすでに中国国内ではトッププレーヤーではあったが、ケガを口実に20歳の時にラケットを置いた。しかしその2年後、平凡な大学生活を送る李娜に国家の方から代表に戻る打診があった。その4年後に北京五輪を控えていたからである。
2003年は全くプレーしなかったが、2004年5月に復帰してから急成長を始める。同年10月、李娜は予選選手の身分で広州国際女子オープンに参加し、決勝戦でスロバキアのマルチナ・スーハに6-3, 6-4 で勝ち、初めてWTAツアーのシングルス優勝のトロフィーを挙げた。これは女子中国人選手として史上初のWTAツアーのシングルス優勝であった。李娜は2005年の全豪オープンで4大大会にデビューし、第4シードのロシアのマリア・シャラポワとの3回戦まで進出した。2度目の4大大会出場だった全米オープンでは、1回戦で第2シードのアメリカのリンゼイ・ダベンポートと対戦するも敗れた。
2006年に入ると李娜もさらに目覚ましい躍進を遂げ、WTAツアー大会でも上位に進出するトーナメントが増えた。全仏オープンでは初出場で3回戦に進出し、準優勝者となったロシアのスベトラーナ・クズネツォワと対戦して敗れたが、ウィンブルドンでは3回戦でそのクズネツォワを 3-6, 6-2, 6-3 の逆転で破り、続く4回戦では全仏でベスト4入りしたチェコの17歳、ニコル・バイディソバに4-6, 6-1, 6-3 で勝ち、女子中国選手として史上初のウィンブルドン8強進出を果たした。なお、それまでの中国選手の4大大会シングルス成績は鄭潔が2年前の2004年全仏オープンで4回戦進出を記録したが、李娜はその鄭潔を上回る「ベスト8」を“テニスの聖地”ウィンブルドンで実現させた。初舞台となった準々決勝では、センター・コートでベルギーのキム・クライシュテルスと対戦したが4-6, 5-7 で敗れた。
ウィンブルドン選手権の後、7月15日-16日にかけて女子テニス国別対抗戦・フェドカップの「ワールドグループ・プレーオフ」が中国の首都北京で開かれ、中国はドイツに「4勝1敗」で勝利して2007年度のワールドグループ出場権を獲得した。李娜もシングルス2試合に勝利を収め、中国にとって初めてのワールドグループ進出に大きく貢献した。全米オープンでは4回戦まで勝ち進んだが、第3シードでロシアのシャラポワに4-6, 2-6 で敗れた。
2007年全豪オープンで李娜は4回戦で第6シードのマルチナ・ヒンギスと対戦したが6-4, 3-6, 0-6 で逆転負けした。李娜はその後、胃腸の病気や右肋骨の疲労骨折を患い6月以後の試合に出場できなくなることがあった。2008年1月、李娜は半年ぶりの復帰戦となるオーストラリア・ゴールドコースト大会の決勝でベラルーシのビクトリア・アザレンカを4-6, 6-3, 6-4 で破り、4年ぶりのツアー2勝目を挙げた。
8月の北京五輪では、李娜も女子シングルスのベスト4に進出した。準決勝でロシアのディナラ・サフィナに敗れた李娜は、準決勝敗退選手2名による「銅メダル決定戦」でもロシアのベラ・ズボナレワと対戦して0-6, 5-7 で敗れ、地元選手としての銅メダルを逃した。この後全米オープンでも2年ぶり2度目の4回戦に進み、第5シードでロシアのエレーナ・デメンチェワに4-6, 1-6 で敗れた。2009年は全米オープンで初のベスト8進出があり、中国人選手としての全米オープンシングルス最高成績を出した。2006年ウィンブルドン以来となる準々決勝の舞台では（その時と同じ）ベルギーのクライシュテルスに2-6, 4-6 で敗れ、ベスト4入りを逃した。
2010年の全豪オープンでは、李娜と鄭潔の2人が女子シングルスのベスト4に入った。シングルスでのベスト4は中国では史上初、アジア全体でも伊達公子(現・クルム伊達公子)以来史上2人目だった。李娜は4回戦で第4シードのデンマークのキャロライン・ウォズニアッキ、準々決勝で第6シードのアメリカのビーナス・ウィリアムズを連破して勝ち進むも、初進出の準決勝で第1シードのアメリカのセリーナ・ウィリアムズに6-7(4-7), 6-7(1-7) で敗れた。なお、鄭潔も準決勝でベルギーのジュスティーヌ・エナンに敗れたため、中国勢初の4大大会女子シングルス決勝進出はならなかった。
2011年のメディバンク国際でクライシュテルスを7–6(3), 6–3 で勝利してツアー4勝目を挙げた。2011年全豪オープンでは準決勝で世界ランキング1位のウォズニアッキを3–6, 7–5, 6–3 で破り、アジア全体でも史上初となる女子シングルス決勝進出を果たしたがクライシュテルスに6-3, 3-6, 3-6 で敗れ優勝はならなかった。
2011年全仏オープンで李娜は全豪に引き続き決勝に進出する。決勝では前年優勝者のフランチェスカ・スキアボーネに 6–4, 7–6(0) で勝利し、4大大会初優勝を果たした。大会後のランキングで李娜は自己最高の4位に上がった。
2012年はシドニー大会で2年連続の決勝に進出したが、ベラルーシのアザレンカに2–6, 6–1, 3–6 で敗れ連覇を逃した。全豪オープンでは4回戦で昨年の決勝で敗れたクライシュテルスに第2セットで4本あったマッチポイントを逃し、6–4, 6–7(6), 4–6で敗れた。連覇を目指した全仏オープンでは4回戦で予選勝ち上がりのヤロスラワ・シュウェドワに6-3, 2-6, 0-6 で敗れた。8月のシンシナティ大会でドイツのアンゲリク・ケルバーを1–6, 6–3, 6–1 で破り、2011年全仏以来のシングルスツアー6勝目を挙げた。
2013年は開幕戦の深圳オープンで優勝し、全豪オープンでは2年ぶりの決勝に進出したがベラルーシのアザレンカに6-4, 4-6, 3-6 で敗れ、準優勝に終わった。最終戦のWTAツアー選手権では初めて決勝に進出したが、セリーナ・ウィリアムズにフルセットで敗れた。この結果、李娜は翌週の世界ランキングで3位となり、クルム伊達公子と共に記録していたアジア人のWTAランキング最高位（4位）を更新した。
2014年1月25日、李娜は全豪オープンの決勝に進出し、スロバキアのドミニカ・チブルコバをストレートで下し初優勝した。この優勝の時点で、李娜は31歳11か月であった。これは、1973年に30歳で全豪を制したマーガレット・コートの記録を抜いての最年長記録となった。2014年2月17日付のランキングで自己最高の2位を記録している。
2014年9月19日、李娜は膝の手術からの回復が思わしくないことなどから引退を表明した。李娜はこれまで3度右膝の手術を行っていたが、2014年7月には左膝の手術を行っていた。9月に李娜の出身地である武漢で開催される武漢オープンへの出場を目指していたが、李娜は32歳という年齢もあり、以前のような状態まで回復させるのは難しいと判断したため引退を決断した。2014年9月15日付のシングルスでの李娜の世界ランキングは6位であった。
李娜は2019年に国際テニス殿堂入りを果たした。

## 人物
李娜は、2006年1月に中国のデビスカップ代表だった姜山と結婚し、左胸にバラのハートのタトゥーを入れている。李娜の夫はコーチを務めていたが、2011年前半の成績不振を理由に解任した。2012年シーズンからは再びコーチを務めていたが、8月からジュスティーヌ・エナンのコーチのカルロス・ロドリゲスを招聘した。
2015年6月第1子の長女を出産した。
2016年12月23日夜、長男を出産した。

## WTAツアー決勝進出結果

### シングルス: 21回 (9勝12敗)
| 大会グレード          | 大会グレード                 |
| 2008年以前            | 2009年以後                   |
| --------------------- | ---------------------------- |
| グランドスラム (2–2)  |                              |
| WTAファイナルズ (0–1) |                              |
| ティア I (0–0)        | プレミア・マンダトリー (0–1) |
| ティア I (0–0)        | プレミア5 (1–2)              |
| ティア II (0–0)       | プレミア (1–2)               |
| ティア III (2–0)      | インターナショナル (3–2)     |
| ティア IV ＆ V (0–2)  | インターナショナル (3–2)     |

| 結果   | No. | 決勝日         | 大会               | サーフェス | 対戦相手                     | スコア                 |
| ------ | --- | -------------- | ------------------ | ---------- | ---------------------------- | ---------------------- |
| 優勝   | 1.  | 2004年10月3日  | 広州               | ハード     | マルチナ・スーハ             | 6-3, 6-4               |
| 準優勝 | 1.  | 2005年5月1日   | エストリル         | クレー     | ルーシー・サファロバ         | 7-6(7-4), 4-6, 3-6     |
| 準優勝 | 2.  | 2006年5月7日   | エストリル         | クレー     | 鄭潔                         | 7-6(7-4), 5-7 途中棄権 |
| 優勝   | 2.  | 2008年1月5日   | ゴールドコースト   | ハード     | ビクトリア・アザレンカ       | 4-6, 6-3, 6-4          |
| 準優勝 | 3.  | 2009年3月8日   | モンテレイ         | ハード     | マリオン・バルトリ           | 4-6, 3-6               |
| 準優勝 | 4.  | 2009年6月14日  | バーミンガム       | 芝         | マグダレナ・リバリコバ       | 0-6, 6-7(2-7)          |
| 優勝   | 3.  | 2010年6月13日  | バーミンガム       | 芝         | マリア・シャラポワ           | 7-5, 6-1               |
| 優勝   | 4.  | 2011年1月14日  | シドニー           | ハード     | キム・クライシュテルス       | 7-6(7-3), 6-3          |
| 準優勝 | 5.  | 2011年1月29日  | 全豪オープン       | ハード     | キム・クライシュテルス       | 6-3, 3-6, 3-6          |
| 優勝   | 5.  | 2011年6月4日   | 全仏オープン       | クレー     | フランチェスカ・スキアボーネ | 6-4, 7-6(7-0)          |
| 準優勝 | 6.  | 2012年1月13日  | シドニー           | ハード     | ビクトリア・アザレンカ       | 2-6, 6-1, 3-6          |
| 準優勝 | 7.  | 2012年5月20日  | ローマ             | クレー     | マリア・シャラポワ           | 6-4, 4-6, 6-7(5-7)     |
| 準優勝 | 8.  | 2012年8月13日  | モントリオール     | ハード     | ペトラ・クビトバ             | 5-7, 6-2, 3-6          |
| 優勝   | 6.  | 2012年8月19日  | シンシナティ       | ハード     | アンゲリク・ケルバー         | 1-6, 6-3, 6-1          |
| 優勝   | 7.  | 2013年1月5日   | 深圳               | ハード     | クララ・ザコパロバ           | 6-3, 1-6, 7-5          |
| 準優勝 | 9.  | 2013年1月26日  | 全豪オープン       | ハード     | ビクトリア・アザレンカ       | 6-4, 4-6, 3-6          |
| 準優勝 | 10. | 2013年4月28日  | シュトゥットガルト | クレー     | マリア・シャラポワ           | 4-6, 3-6               |
| 準優勝 | 6.  | 2013年10月27日 | イスタンブール     | ハード     | セリーナ・ウィリアムズ       | 6-2, 3-6, 0-6          |
| 優勝   | 8.  | 2014年1月4日   | 深圳               | ハード     | 彭帥                         | 6-4, 7-5               |
| 優勝   | 9.  | 2014年1月25日  | 全豪オープン       | ハード     | ドミニカ・チブルコバ         | 7-6(7-3), 6-0          |
| 準優勝 | 12. | 2014年3月29日  | マイアミ           | ハード     | セリーナ・ウィリアムズ       | 5-7, 1-6               |

### ダブルス: 2回 (2勝0敗)
| 結果 | No. | 決勝日        | 大会         | サーフェス | パートナー           | 対戦相手                                  | スコア        |
| ---- | --- | ------------- | ------------ | ---------- | -------------------- | ----------------------------------------- | ------------- |
| 優勝 | 1.  | 2000年6月18日 | タシケント   | ハード     | 李婷                 | イロダ・ツルヤガノワ アンナ・ザポロザノワ | 3-6, 6-2, 6-4 |
| 優勝 | 2.  | 2006年6月18日 | バーミンガム | 芝         | エレナ・ヤンコビッチ | ジル・クレイバス リーゼル・フーバー       | 6-2, 6-4      |

## 4大大会優勝
- 全豪オープン 女子シングルス：1勝（2014年）
- 全仏オープン 女子シングルス：1勝（2011年）

| 年     | 大会         | 対戦相手                     | 試合結果 |
| ------ | ------------ | ---------------------------- | -------- |
| 2011年 | 全仏オープン | フランチェスカ・スキアボーネ | 6-4, 7-6 |
| 2014年 | 全豪オープン | ドミニカ・チブルコバ         | 7-6, 6-0 |

## 4大大会シングルス成績
略語の説明
| W | F | SF | QF | #R | RR | Q# | LQ | A | Z# | PO | G | S | B | NMS | P | NH |

W=優勝, F=準優勝, SF=ベスト4, QF=ベスト8, #R=#回戦敗退, RR=ラウンドロビン敗退, Q#=予選#回戦敗退, LQ=予選敗退, A=大会不参加, Z#=デビスカップ/BJKカップ地域ゾーン, PO=デビスカップ/BJKカッププレーオフ, G=オリンピック金メダル, S=オリンピック銀メダル, B=オリンピック銅メダル, NMS=マスターズシリーズから降格, P=開催延期, NH=開催なし.
| 大会           | 2000 | 2001 | 2002 | 2003 | 2004 | 2005 | 2006 | 2007 | 2008 | 2009 | 2010 | 2011 | 2012 | 2013 | 2014 | 通算成績 |
| -------------- | ---- | ---- | ---- | ---- | ---- | ---- | ---- | ---- | ---- | ---- | ---- | ---- | ---- | ---- | ---- | -------- |
| 全豪オープン   | A    | LQ   | A    | A    | A    | 3R   | 1R   | 4R   | 3R   | A    | SF   | F    | 4R   | F    | W    | 34–8     |
| 全仏オープン   | A    | A    | A    | A    | A    | A    | 3R   | 3R   | A    | 4R   | 3R   | W    | 4R   | 2R   | 1R   | 20–7     |
| ウィンブルドン | A    | LQ   | A    | A    | A    | A    | QF   | A    | 2R   | 3R   | QF   | 2R   | 2R   | QF   | 3R   | 19–8     |
| 全米オープン   | LQ   | A    | A    | A    | A    | 1R   | 4R   | A    | 4R   | QF   | 1R   | 1R   | 3R   | SF   | A    | 17–8     |